# 戴恒

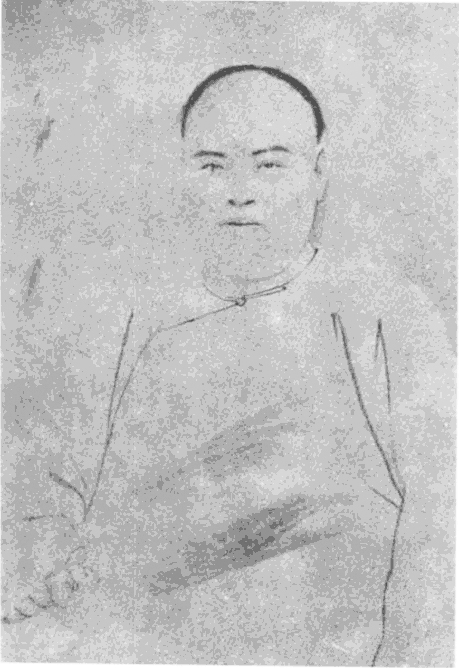
戴恒，摄于1874年上海，照片衣褶为毛笔描绘。照片背面写有“三马路苏三兴照相”。

戴恒（？—？），字子辉，江苏省丹徒县人，清朝进士、官员、实业家。

## 生平
戴恒是清朝同治戊辰科进士，选翰林院庶吉士，授翰林院编修，未及开坊（擢放）即乞归终养。此后他曾多次上书皇帝，主张维新务实，强国富民。1878年，他与彭汝琮共同呈李鸿章批准，创建上海机器织布局。后来，由于郑观应协办不力，加上火灾及洋人压迫等原因，戴恒乃退隐。

## 家庭
- 弟弟：戴怡
  - 侄子（戴怡之子）：戴镏龄